# Елизавета (Молдова)
Елизаве́та (рум. Elizaveta) — село в Молдавии, в составе муниципия Бельцы.
В Молдавской ССР село называлось Елизаветовка и находилось в Лазовском районе.

## История
Село Елизавета была основана на землях помещика Катаржи  в 1846 году. В Российской империи входило в состав волости Слободзея-Бельцы. В 1902 году в Елизавете насчитывалось 135 домов, с населением 1057 человек, имелось 1120 десятин надельной земли.
В 1961 году в деревне открылась первая школа, а в 1972 — детский сад.

## Население
По данным переписи 2004 года, в селе было зарегистрировано 3523 человек, в том числе 1723 мужчин (48,91%) и 1800 женщин (51,09%). Елизавета является однонациональной коммуной, доминирует местное население: молдаване / румыны - 3460 человек; русские - 38 человек, украинцы - 23 человека, а также евреи и другие этнические группы.

## Социальная сфера
В селе есть детский сад, средняя школа, библиотека, общественный центр,аптека,магазины строй-материалы,парихмахерские,зоны отдыха. Спортивного зала нет.